# Danu
Danu je hypotetická irská bohyně považovaná za matku božského rodu Tuatha Dé Danann. Pokud irská mytologie tuto postavu skutečně znala, může souviset či být totožná s bohyní Anu, která je označována za „matku irských bohů“, a Danand, někdy ztototožňované s matkou tří synů z Tragického příběhu dětí Tuireannových. Dále je srovnávána s velšskou Dôn, jejíchž pět dětí bojuje s dětmi Llŷrovými. V širším kontextu může být dědičkou praindoevropské říční bohyně *deh1nu, které se snad ozývá kromě zmíněné Dôn, ve védské Dánu, matce démonických danávů, a ve jménech evropských řek jako Dunaj, Don, Dněpr a Dněstr.
Existence této bohyně je založena na tradičním překladu Tuatha Dé Danann jako „lid bohyně Danu“. Takový výklad je však v mnoha ohledech problematický, už jen proto že jméno Danu se nikde neobjevuje v nominativu, jen je odvozováno z genitivu danann. Mezi alternativní výklady patří především:
- Mark Williams poukazuje na fakt že v nejstarších textech je božský rod nazýván pouze tuath/a dé či fir dé „boží lidé“. Okolo roku 900 se počalo používat označení Tuatha Dé Donand a až okolo roku 1200 Tuatha Dé Danann. Podle jeho názoru toto nové jméno vzniklo aby byli irští bohové odlišeni od Božího/Hospodinova lidu z Bible, tedy Izraelitů. Starší forma obsahující genitiv Donand snad mohla být ovlivněna jménem irského kmene Domnann, zatímco novější Danann jménem bohyně Anu.[3]
- Lingvista Eric P. Hamp spojuje dannan se staroirským dána „nadání, umění, dovednost“ a vykládá Tuatha Dé Danann jako  „lid dovedných bohů“.[3]
- Lingvista John T. Koch poukazuje na to že velšské Dôn může znamenat jednoduše „země“ ve smyslu „místo, lokace“ a nemuselo se jednat o skutečně personifikovanou postavu. V tom případě byl neplatný argument protějškem Danu v jiné keltské tradici.[3]